# Academia Sârbă de Științe și Arte
Academia Sârbă de Științe și Arte (în sârbă Српска академија наука и уметности, cu alfabetul latin: Srpska akademija nauka i umetnosti, abreviere САНУ/SANU) a fost încă de la început cea mai mare instituție științifică și educațională din Serbia. A fost înființată în 1886 când era cunoscută sub numele Academia Regală Sârbă, până în 1947 când a fost redenumită în Academia Sârbă de Științe. Ulterior, prin legea din 1960, numele a fost schimbat în „Academia Sârbă de Științe și Arte” (SASA pe scurt).
Printre membrii Academiei s-au aflat câștigătorul Premiului Nobel Ivo Andrić (Premiul Nobel pentru Literatură), precum și Josif Pančić, Jovan Cvijić, Stojan Novaković, Branislav Petronijević, Mihajlo Pupin, Nikola Tesla, Milutin Milanković, Mihailo Petrović-Alas, Bogdan Gavrilović, Mehmed Meša Selimović, Pavle Ivić, Danilo Kiš, Dragoslav Srejović, Dejan Medaković și mulți alți oameni de știință, savanți și artiști de origine sârbă și străină.
Primul președinte al Academiei (în perioada 1887 – 1888) a fost Josif Pančić, botanist și doctor în medicină.
Prima femeie membră a Academiei Sârbe de Științe și Arte a fost scriitoarea Isidora Sekulić.

## Lista președinților Academiei

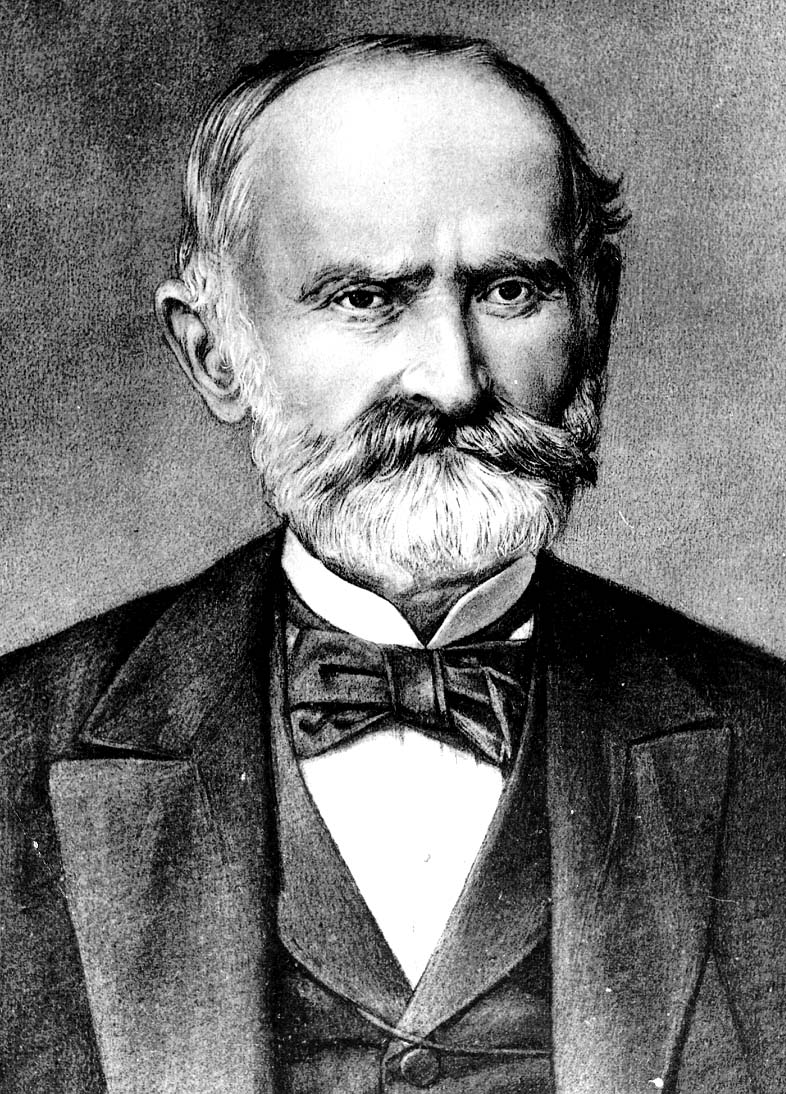
Josif Pančić, primul președinte (1887–1888)

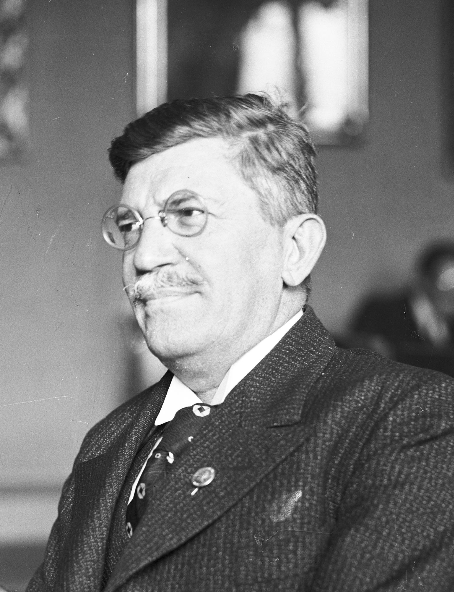
Aleksandar Belić, a ocupat cel mai mult timp funcția de președinte (1937–1960)

| Nume               | Perioadă     |
| ------------------ | ------------ |
| Josif Pančić       | 1887–1888    |
| Čedomilj Mijatović | 1888–1889    |
| Dimitrije Nešić    | 1892–1895    |
| Milan Đ. Milićević | 1896–1899    |
| Jovan Ristić       | 1899         |
| Sima Lozanić       | 1899–1900    |
| Jovan Mišković     | 1900–1903    |
| Sima Lozanić       | 1903–1906    |
| Stojan Novaković   | 1906–1915    |
| Jovan Žujović      | 1915–1921    |
| Jovan Cvijić       | 1921–1927    |
| Slobodan Jovanović | 1928–1931    |
| Bogdan Gavrilović  | 1931–1937    |
| Aleksandar Belić   | 1937–1960    |
| Ilija Đuričić      | 1960–1965    |
| Velibor Gligorić   | 1965–1971    |
| Pavle Savić        | 1971–1981    |
| Dušan Kanazir      | 1981–1994    |
| Aleksandar Despić  | 1994–1998    |
| Dejan Medaković    | 1998–2003    |
| Nikola Hajdin      | 2003–2015    |
| Vladimir S. Kostić | 2015–prezent |

## Vezi și
- 100 cei mai renumiți sârbi